# Corumbaíba
Corumbaíba är en kommun i Brasilien.   Den ligger i delstaten Goiás, i den sydöstra delen av landet, 270 km söder om huvudstaden Brasília. Antalet invånare är 8 164.
Omgivningarna runt Corumbaíba är huvudsakligen savann. Runt Corumbaíba är det mycket glesbefolkat, med 4 invånare per kvadratkilometer.